# Kanton Lunéville-1
Kanton Lunéville-1 (fr. Canton de Lunéville-1) je francouzský kanton v departementu Meurthe-et-Moselle v regionu Grand Est. Tvoří ho 25 obcí a část města Lunéville. Zřízen byl v roce 2015.

## Obce kantonu
| - Anthelupt - Bauzemont - Bienville-la-Petite - Bonviller - Courbesseaux - Crévic - Crion - Croismare - Deuxville - Dombasle-sur-Meurthe - Drouville - Einville-au-Jard - Flainval | - Hénaménil - Hoéville - Hudiviller - Jolivet - Lunéville (část) - Maixe - Raville-sur-Sânon - Serres - Sionviller - Sommerviller - Valhey - Varangéville - Vitrimont |